# Toyota Gazoo Racing Argentina
Toyota Gazoo Racing Argentina, hasta 2016 Toyota Team Argentina, es un equipo de automovilismo de la filial nacional de Toyota en Argentina. Nació en el año 2000 y se inició con representación oficial en el Turismo Competición 2000.
Actualmente compite en TC2000, Rally Argentino, Top Race V6 (categorías a las cuales ingresó en 2017), TC Pick Up (desde 2021) y Turismo Carretera (desde 2022). Además, da apoyo oficial a Julián Santero en Turismo Nacional.

## Turismo Competición 2000/Súper TC 2000

### Debut y primer título
Con el fin de conseguir ingresar a la categoría en la temporada 2000, los hermanos Gustavo y Darío Ramonda deciden poner en marcha el plan de ingreso contactándose con la escudería Pro Racing, a la cual le solicitarían apoyo técnico para el desarrollo de sus unidades. La intención del Toyota Team Argentina era la de contar con dos campeones de Turismo Carretera: Juan María Traverso y Guillermo Ortelli, pero un conflicto entre la Asociación Corredores de Turismo Carretera y el Automóvil Club Argentino provocó que Ortelli no pueda ser parte del equipo, entonces se decidió recurrir al piloto Lucas Armellini para ocupar esa plaza.
Norberto Fontana tomó el asiento que había quedado vacío tras la marcha de Armellini para 2001. La falta de presupuesto del piloto arrecifeño para seguir corriendo en el exterior, facilitó la llegada de este piloto a la escudería.
A mediados de 2002, Traverso decidió dejar el equipo y es Omar Martínez quien lo reemplaza. Ese año, Fontana ganó el primer campeonato de pilotos para Toyota, mientras que Martínez se quedó con el subcampeonato.
El año 2003 encontraba nuevamente a Fontana y Toyota como protagonistas en la pelea por el título. Ganó dos de las primeras cuatro carreras, pero no pudo repetir victoria y finalizó tercero en el campeonato, detrás de los Ford de Gabriel Ponce de León y Walter Hernández. El «Gurí» fue 12.º con una carrera ganada.

### Llegada de Vuyovich y accidente aéreo
En 2004, además de adaptar a la marca al nuevo reglamento el cual disponía una serie de mejoras aerodinámicas, se decide presentar al nuevo Toyota Corolla de novena generación. En esta oportunidad, solamente Fontana es confirmado en la butaca número uno del equipo, siendo acompañado por el campeón 2002 de Turismo Nacional, Nicolás Vuyovich. A diferencia de los años anteriores, la marca no logró desarrollar el modelo para luchar por el campeonato Fontana ganó en una sola ocasión.
Para 2005 se mantiene la misma dupla. El arranque, mostró a la marca con una aparente mejora en su desarrollo, llegando sus pilotos a triunfar en dos competencias. Sin embargo, la fatalidad golpeó al equipo, cuando luego de la competencia disputada en el Autódromo Eduardo Copello de San Juan, donde Nicolás Vuyovich se impusiera escoltado por Fontana, el avión que transportaba al propio Vuyovich junto a Gustavo Ramonda, director del equipo, y parte del plantel de mecánicos hacia Córdoba, se precipitó a tierra causando la muerte de todos sus ocupantes.

### Búsqueda del segundo título

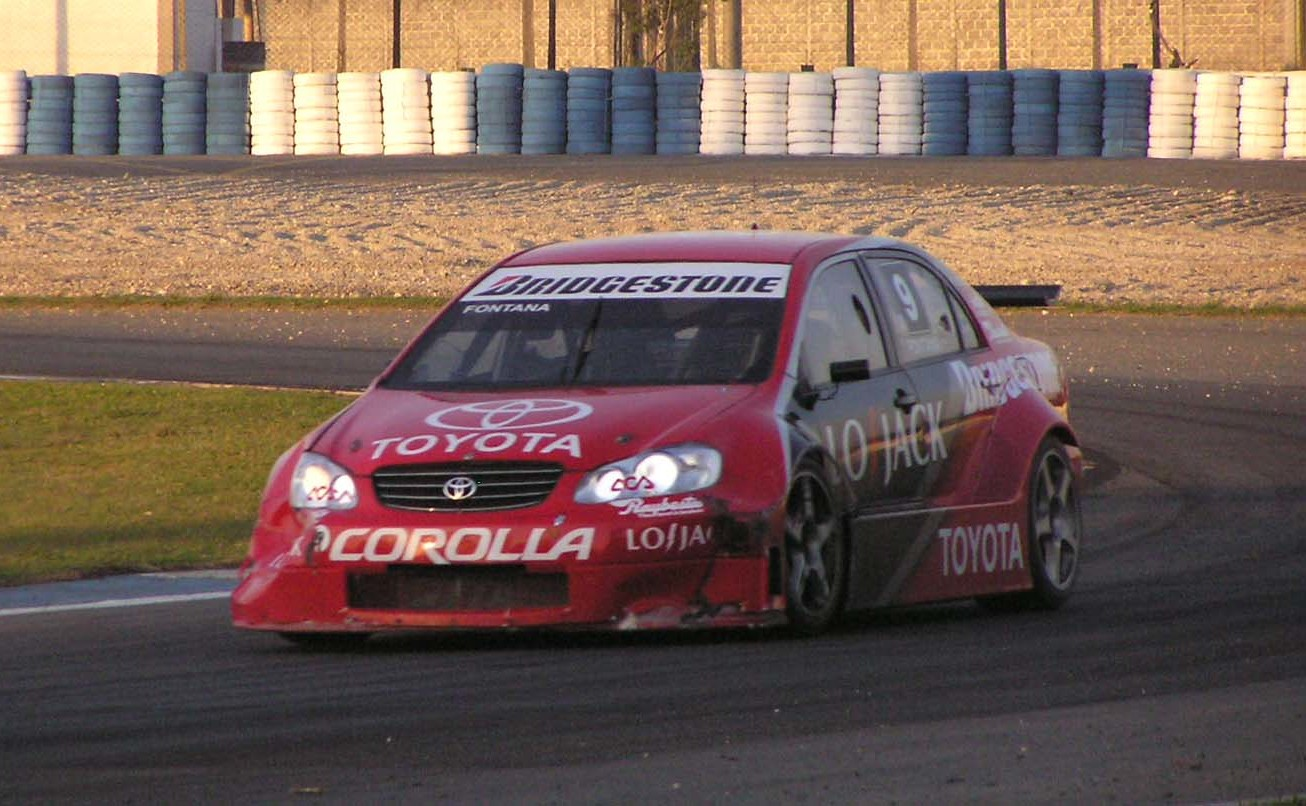
Toyota Corolla del TTA en 2006.

Luego de la trágica desaparición de Vuyovich y de parte de los integrantes del equipo Toyota, el team continúa su trabajo acompañando a Norberto Fontana en la lucha por el título. En 2006, el equipo se renueva, asumiendo la dirección del mismo Darío Ramonda, hermano del fallecido Gustavo y exdirector deportivo del Chevrolet ProRacing.
El equipo contrató a Gabriel Furlán, quien llegó con el apoyo de uno de los patrocinadores más importantes de la escudería, la proveedora de neumáticos Bridgestone. Furlán logra una rápida adaptación al coche, logrando algunos podios para el equipo. A finales de 2007, por lo que Furlán decidió retirarse y su lugar es ocupado por el joven Mariano Werner, quien fuera campeón de Fórmula Renault en 2006 y en ese mismo 2007. Tras dos años sin victorias, Fontana venció en la tercera fecha de la temporada 2008, mientras que Werner logró su primer podio.
En el año 2009, la categoría dispuso un reglamento nuevo con la particularidad de que ese año decidía la implementación de motores genéricos para todas las escuderías, con el fin de abaratar costos. El mismo, se trataba de un motor creado por Oreste Berta, pero de origen Ford por lo que era llamado Berta Duratec TC 2000. Toyota, no fue ajena a esta cuestión y desde el vamos aceptó la propuesta. Este reglamento, le facilitó no solo el tener un equipo competitivo, sino también poder agrandar su estructura. Al equipo oficial, con Fontana y Werner a la cabeza, se les sumó un equipo satélite, que fue bautizado como Basalto TTA, nombre que resultara de la combinación del principal patrocinador del equipo satélite y de las siglas de la escudería. Este equipo, contó con la presencia de Emanuel Moriatis y Franco Coscia en el equipo inicial. Pasando las fechas, Coscia fue reemplazado (por problemas presupuestarios) en su butaca por el piloto Facundo Ardusso que ascendía de la Fórmula Renault, luego de ser campeón. Gracias a la implementación de este motor, Toyota lograría un fuerte avance en el campeonato, con Fontana y Werner peleando de igual a igual al título con el Equipo Petrobras.
En 2010, Norberto Fontana abandona el equipo Toyota para sumarse al equipo YPF-Ford. El motivo se debía al contrato que celebrara el piloto arrecifeño, con el equipo HAZ Racing Team para el Turismo Carretera, lo que incluía también al TC 2000 donde la escudería dirigida por Fernando Hidalgo sería la nueva representante de la marca Ford. Por este motivo, Toyota decide reforzar su estructura poniendo en pista cuatro coches oficiales, con Mariano Werner, Facundo Ardusso, Francisco Troncoso, ascendido de la Fórmula Renault, y a Bernardo Llaver, un joven piloto que debutó dos años atrás en la categoría.

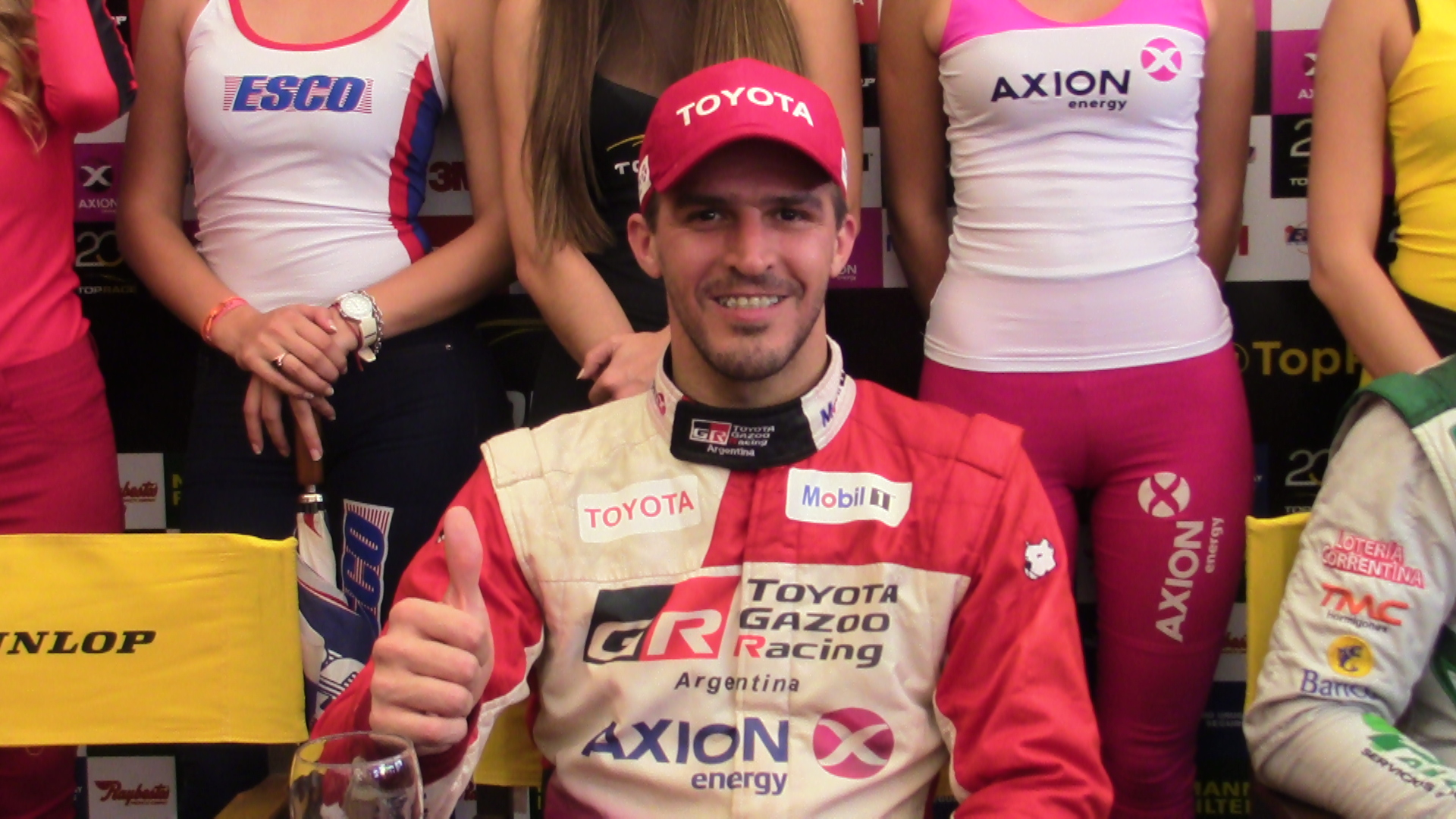
Matías Rossi, piloto de Toyota Argentina desde 2011.

En 2011, Toyota decide incluir en su equipo al bicampeón de TC 2000 Matías Rossi en reemplazo de Ardusso que, junto a Werner buscarían junto al equipo TTA el máximo objetivo de la temporada. Los resultados positivos no demoraron en llegar, cuando Matías Rossi rápidamente se coloca en la mejor posición del campeonato, por su parte Mariano Werner no perdía de vista la punta del campeonato ubicándose en el 3.º lugar. Luego de un incidente en la penúltima fecha del campeonato en Potrero de los Funes que deja a Matías Rossi fuera de competencia y quitándole la punta del campeonato, Leonel Pernía se posiciona en el mejor lugar seguido por Werner y Rossi en la 3.º posición. Con solo cuatro puntos de diferencia entre el primero y el tercero del campeonato, llegan a la última fecha en el Autódromo de Paraná los únicos tres candidatos al título (Pernia, Rossi, Werner), luego de una complicada clasificación para Leonel Pernía que lo deja fuera del nuevo sistema clasificatorio antes de la final denominado Super 8, Rossi se impone quedándose así con la mejor posición de largada a la final, por su parte Mariano Werner consigue la 7.º posición. En una polémica final, Rossi le da a Toyota el triunfo, consiguiendo así el campeonato de pilotos por segunda vez en el historial de la marca en TC 2000 y convirtiendo a Rossi en tricampeón. El equipo Toyota también se consagra de la mano de Gustavo Aznarez (director de equipo) campeón de marcas y campeón de equipos al igual que lo hicieron en 2002.

### Súper TC 2000
Para el año 2012, Toyota enfrentó el desafío de defender lo logrado el año anterior concursando en el ahora Súper TC 2000, manteniendo su alineación del año anterior junto al campeón Matías Rossi y al subcampeón Mariano Werner. Junto a ellos, Bernardo Llaver e Ignacio Char volverían a ser confirmados dentro de la escuadería oficial para defender el título del campeonato que ahora implementaría nuevos impulsores V8 de 430 HP a casi 11 000 RPM. Finalmente, el Toyota Corolla conducido por Matías Rossi logra el subcampeonato detrás de José María López. A pesar de esto, TTA ganó el campeonato de equipos, lo que repitió en 2013.
En la mencionada temporada, el equipo reemplazó a Char por Agustín Calamari. Rossi ganó el que es el último campeonato de pilotos de la marca en la categoría hasta el momento, con cuatro triunfos (los cuatro que obtuvo Toyota ese año) y 20 puntos de ventaja sobre Leonel Pernía. Para 2014, Werner se marchó a Fiat y Esteban Guerrieri llegó a la escudería. El TTA sufrió una importante caída de rendimiento y no logró ningún triunfo. Rossi logró cuatro podios y terminó en el noveno puesto del campeonato, siendo el mejor posicionado de la marca. Toyota terminó último en el campeonato de equipos (sin contar a Ford, que solamente contó con algunas pocas inscripciones privadas).
En 2015 y 2016, Rossi, Guerrieri, Milla y Morgenstern fueron los representantes de la marca. El equipo volvió a la victoria de la mano de los dos primeros mencionados, con un total de siete en ambos años. Allí se incluye los 200 km de Buenos Aires 2015 ganados por Rossi-Gabriel Ponce de León. Además, el subcampeonato de Rossi en 2016 fue el mejor resultado de un piloto de Toyota en el torneo de pilotos. Para 2017, Bruno Etman y Ponce de León llegan al equipo para acompañar a Milla y Rossi. Fue este último quien nuevamente quien mejores resultados obtuvo, ya que ganó una carrera final y ocupó el cuarto puesto en el campeonato.
Para 2018 se realizaron nuevamente cambios en el cuarteto de pilotos, ya que solamente se renovó a Matías Rossi y Manuel Luque, Damián Fineschi y Julián Santero fueron llamados para ser los nuevos pilotos de la marca.
Junto a los cambios reglamentarios de la categoría, donde se incluyó la reducción de elementos aerodinámicos y la llegada de los motores turbo de cuatro cilindros, Toyota redujo a su inscripción a Corolla y llamó a Mariano Altuna para ser compañero de Santero y Rossi.
En la temporada 2020, TGR Argentina y TGR Brasil se asociaron para que tanto Matías Rossi como Rubens Barrichello corrieran en Súper TC 2000 y Stock Car Brasil. De esta manera, el brasileño hizo su debut en el campeonato argentino. Santero y José Hernán Palazzo también fueron contratados por el equipo oficial para esta temporada, pero Palazzo fue remplazado por Franco Vivian, quien se unió a TGR Argentina, a partir de la tercera fecha. En las últimas carreras del año (la temporada finalizará en febrero de 2021), Toyota ganó cinco carreras consecutivas: tres de Rossi, una de Barrichello y una de Santero. Por otro lado, el Midas Racing Team llevó dos Corolla para su equipo independiente.

## Top Race V6

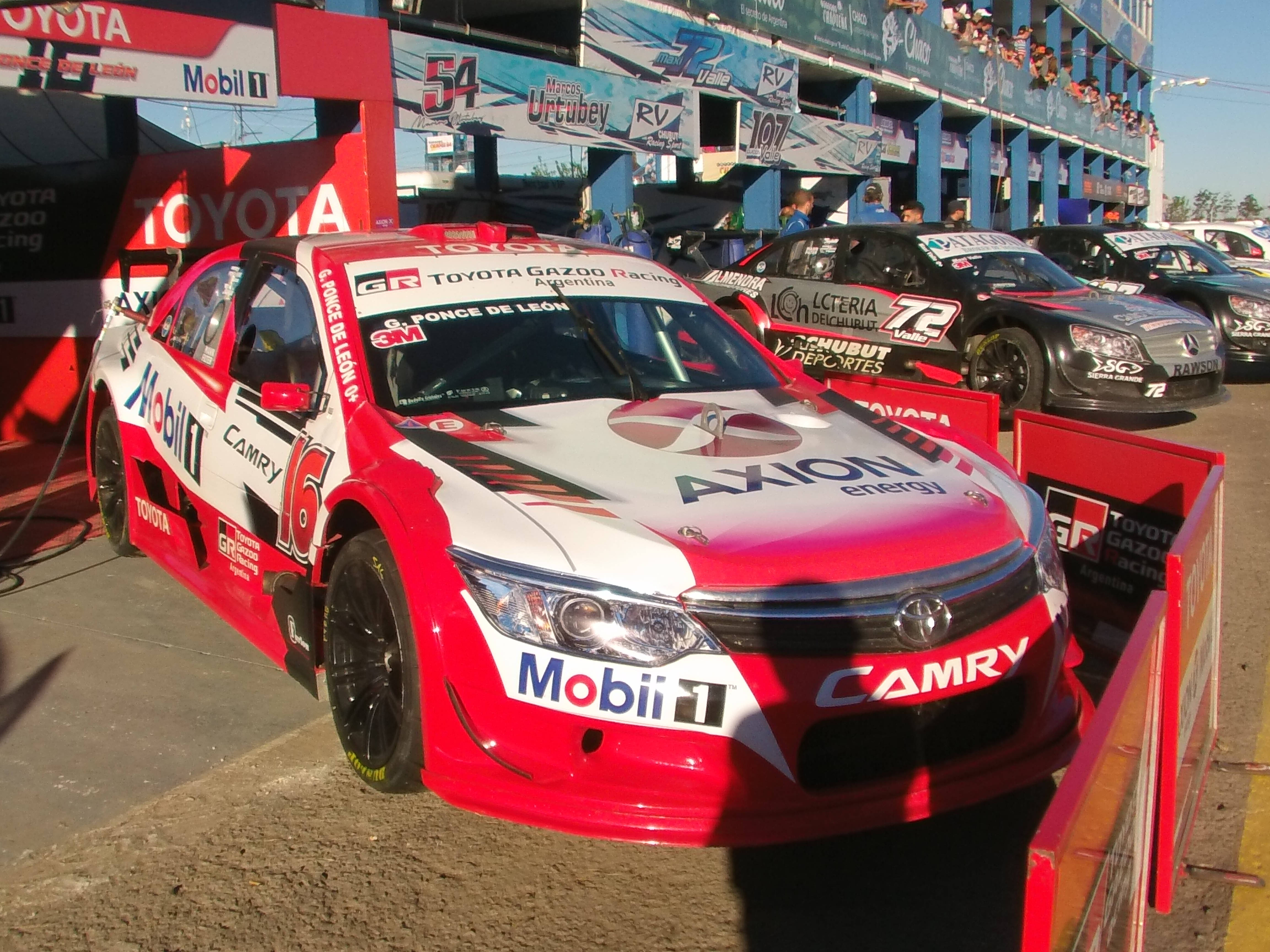
Toyota Camry XV50 de TRV6.

Toyota Gazoo Racing Argentina, al mismo tiempo de continuar con el equipo oficial de Súper TC 2000 con el Corolla, llegó al Top Race V6 en 2017 con el modelo Toyota Camry con Gabriel Ponce de León y Matías Rossi como pilotos oficiales. Ponce de León finalizó tercero en el campeonato con una victoria y Rossi cuarto con tres. Al año siguiente fue Rossi quien pudo repetir un triunfo, siendo una vez más en cuarta posición final, mientras que su compañero de equipo fue noveno y se marchó de Toyota al finalizar la temporada.
Mariano Altuna tomó el puesto libre. Rossi ganó cuatro carreras y alcanzó el campeonato, con una diferencia de seis puntos sobre Franco Girolami. Para 2020, el equipo prescindió de Altuna y en las primeras fechas ese asiento fue inicialmente para José Hernán Palazzo, luego para Rubens Barrichello y en la tercera ronda para Franco Vivian. El brasileño ganó en su fin de semana de debut, mientras que Rossi se quedó con la primera del año.

## ACTC
Con la Asociación Corredores de Turismo Carretera, Toyota Argentina llevaba adelante una alianza estratégica en materia de publicidad, la cual se intentó llevar al plano deportivo en 2018, luego de una reunión mantenida a tal fin y confirmada por el entonces presidente de ACTC, Hugo Mazzacane, años después. Como primer resultado, en 2020 fue anunciado el desembarco de la terminal japonesa a través de su brazo deportivo Toyota Gazoo Racing Argentina, en la categoría TC Pick Up, donde fueron presentadas dos unidades Toyota Hilux cuya atención y puesta en pista fue responsabilidad del equipo Dole Racing y sus pilotos Mariano Werner y Andrés Jakos, todo esto de cara a la temporada 2021. Ya en su primer año, el equipo demostró potencial de campeonato, aunque no alcanzaría para conquistar el título que fuera retenido por tercera vez por Juan Pablo Gianini.
Sin embargo, el objetivo de Toyota fue aún más allá y tras nuevas reuniones mantenidas con ACTC, finalmente se produjo un anuncio inesperado. El 13 de octubre de 2021, ACTC confirmó no sólo el desembarco de la marca japonesa en el Turismo Carretera como quinta marca, sino que también lo haría con sus propios coches. Estos coches eran dos prototipos desarrollados íntegramente en Argentina sobre la base de las estructuras fabricadas por Talleres Jakos y homologadas por ACTC, cuyas carrocerías imitan parcialmente la silueta del modelo Camry XV70. Al igual que en TC Pick Up, la atención de estos automóviles nuevamente corrió por cuenta del Dole Racing, mientras que los pilotos elegidos para conducir estas máquinas fueron Andrés Jakos y Matías Rossi. El estreno de estos prototipos tuvo lugar en la primera fecha de la temporada 2022, corrida el 13 de febrero de ese año en el Autódromo Ciudad de Viedma de la Provincia de Río Negro.

## Otras actividades
Desde 2020, Julián Santero recibe apoyo oficial de TGR Argentina en su campaña de Turismo Nacional, en donde participa con un Corolla bajo el techo del equipo Tito Bessone Toyota Team.